# Lucie Yi Zhenmei
Lucie Yi Zhenmei (chinois traditionnel : 易貞美 ; chinois simplifié : 易贞美 ; Wade : I Chên-mei) est une laïque chrétienne sichuanaise, catéchiste, martyre et sainte de Mianyang, née en décembre 1815, morte le 19 février 1862 dans le Sichuan, Chine. Elle est commémorée le 19 février selon le Martyrologe romain.

## Biographie
Lucie Yi Zhenmei naît le 9 décembre 1815 à Mianyang (Mien-tcheou) dans la province du Sichuan, en Chine. Elle est la plus jeune enfant de la fratrie. Lucie est une enfant très pieuse, au point qu'elle s'engage à la chasteté à l'âge de douze ans.
En grandissant, elle développe son goût de la lecture et des études. À 20 ans, au milieu de ses études supérieures, elle tombe très malade. Après sa guérison, Lucy prend sa vie spirituelle encore plus au sérieux. Elle consacre du temps à la prière avec beaucoup de dévotion, adoptant un mode de vie très semblable à celui d'une religieuse, tout en continuant à aider sa famille. Sa mère lui a appris à filer, ce qui devient une occupation supplémentaire de sa vie quotidienne.
Après la mort de son père, Lucie Yi vit avec son frère et sa mère, utilisant une partie de son temps libre pour enseigner la foi aux enfants des environs. Le curé de la paroisse, qui lui demande d'enseigner à l'école de Mianyang, remarque son dévouement et sa profonde connaissance de la foi. Quatre ans après, son frère part à Chongqing pour y exercer la médecine ; Lucie et sa mère déménagent avec lui. À Chongqing, un prêtre lui demande également de l'aider à instruire les femmes de la paroisse. Lorsqu'on veut lui offrir de l'argent pour son activité, elle refuse et offre son travail à Dieu.
Quelques années plus tard, après la mort de leur mère, son frère retourne à Guiyang. Pleine d'enthousiasme pour la diffusion de l'Évangile, elle continue son travail missionnaire. Mais pour sa propre sécurité, elle décide de demeurer au couvent des vierges laïques. Peu après, sa santé défaillante l'oblige à revenir chez elle. En 1861, Mgr Hu lui demande d'enseigner de nouveau au couvent. Malgré l'opposition de ses proches, elle retourne travailler là-bas.
En 1862, elle part avec le prêtre-missionnaire Jean-Pierre Néel qui ouvre une mission à Jiashanlong, mais à cette époque l'administrateur de la province de Guizhou, Tian Xingshu, commence à attiser la haine contre les chrétiens, avec l'appui du magistrat local. Zhang Tianshen, Wu Shuisheng, Chen Xianheng et le père Néel sont tous emprisonnés et condamnés à mort sans procès. Le 18 février, le jour de leur exécution, ils rencontrent Lucie Yi Zhenmei sur la route. Elle est arrêtée, emprisonnée, jugée le jour même et condamnée à mort pour avoir refusé de renoncer à sa foi. Le lendemain 19 février 1862, à midi, elle est décapitée. Des croyants courageux portent les corps des cinq martyrs au séminaire de Liuchonnguan pour y être enterrés.

## Canonisation
Lucie Yi Zhenmei est reconnue martyre.
Le pape Jean-Paul II la proclame sainte lors de la cérémonie de canonisation des 120 martyrs de Chine, à Rome le 1er octobre 2000. Sainte Lucie Yi Zhenmei est fêtée le 19 février.